# 加々美太一
加々美 太一（かがみ たいち、1981年4月23日 - ）は、東京都町田市出身の元プロサッカー選手、実業家。ポジションはMF。

## 来歴
関東学院大学在学中に東京ヴェルディのトライアウトに合格し入団。大学に通いながら在籍していたが、公式戦の出場はなかった。翌年はSリーグ（現シンガポールプレミアリーグ）のバレスティア・カルサFCに期限付き移籍をする。2003年に帰国後、ザスパ草津で1年間プレーした後、ヴァンフォーレ甲府に練習生として参加したが選手契約をつかむことができず現役を引退する。
引退後は、株式会社セキドへ入社。現在は株式会社デポイスジャパン代表取締役で時計各種ブランドメーカーの正規代理店業務を主に、元サッカー選手のマネジメント、アパレル、サッカースクール等も展開している。
また一時期は元チームメイトの前園真聖が主宰していたZONOサッカースクールの講師も務めていた。

## 所属クラブ
- FC町田
- 桐光学園高等学校
- 関東学院大学 （中退）
- 2001年 - 2002年  東京ヴェルディ1969
  - 2002年  バレスティア・カルサFC（期限付き移籍）
- 2003年  ザスパ草津

## 個人成績
| 国内大会個人成績 | 国内大会個人成績 | 国内大会個人成績 | 国内大会個人成績 | 国内大会個人成績 | 国内大会個人成績 | 国内大会個人成績 | 国内大会個人成績  | 国内大会個人成績 | 国内大会個人成績 | 国内大会個人成績 | 国内大会個人成績 |
| 年度             | クラブ           | 背番号           | リーグ           | リーグ戦         | リーグ戦         | リーグ杯         | リーグ杯          | オープン杯       | オープン杯       | 期間通算         | 期間通算         |
| 年度             | クラブ           | 背番号           | リーグ           | 出場             | 得点             | 出場             | 得点              | 出場             | 得点             | 出場             | 得点             |
| 日本             | 日本             | 日本             | 日本             | リーグ戦         | リーグ戦         | リーグ杯         | リーグ杯          | 天皇杯           | 天皇杯           | 期間通算         | 期間通算         |
| ---------------- | ---------------- | ---------------- | ---------------- | ---------------- | ---------------- | ---------------- | ----------------- | ---------------- | ---------------- | ---------------- | ---------------- |
| 2001             | 東京V            | 35               | J1               | 0                | 0                | 0                | 0                 |                  |                  |                  |                  |
| 通算             | 日本             | 日本             | J1               | 0                | 0                | 0                | 0\|\|\|\|\|\|\|\| |                  |                  |                  |                  |
| 総通算           | 総通算           | 総通算           | 総通算           | 0                | 0                | 0                | 0\|\|\|\|\|\|\|\| |                  |                  |                  |                  |